# Marcus Ehning
Marcus Ehning est un cavalier allemand de saut d'obstacles né le 19 avril 1974 à Südlohn en Allemagne.
En novembre 2013, il occupe la 3e place de la FEI Longines Ranking List. Marcus Ehning est considéré comme l'un des meilleurs cavaliers de l'histoire.

## Biographie
Marcus commence sa carrière internationale séniore avec trois chevaux : Antarès, Costa et Opium, avec lequel il a remporté près de 40 compétitions. L'arrivée de l'étalon For Pleasure dans ses écuries à Noël 1998 propulsa le cavalier allemand parmi les meilleurs mondiaux. Le Hanovrien de 26 ans a été mis à la retraite en 2006, mais d'autres cracks tels que Sandro Boy et Plot Blue permettent à Marcus de figurer dans le Top 10 mondial depuis plusieurs années. C'est d'ailleurs avec Plot Blue que Marcus a remporté le Grand Prix du CSIO-5* de Saint-Gall en mai 2013 et celui du Global Champions Tour de Cannes en juin 2013.
Il est l'un des cavaliers avec le palmarès le plus important (six médailles d'or par équipes dans les différents championnats). Il fait partie des cinq cavaliers internationaux à avoir remporté trois finales Coupe du monde.

## Palmarès mondial
Ses principaux résultats en compétitions :
- 1994 : Médaille d'or par équipes aux Championnats du monde de La Haye aux Pays-Bas avec Opium II
- 1998 : 4e du Derby de Hambourg avec Antares
- 1999 : Médaille d'or par équipes et 5e en individuel aux Championnats d'Europe d'Hickstead en Grande-Bretagne avec For Pleasure
- 2000 :
  - Médaille d'or par équipes et 4e en individuel aux Jeux olympiques de Sydney avec For Pleasure.
  - Médaille d'argent aux Championnats d'Allemagne de Balve
- 2002 :
  - Médaille d'or aux Championnats d'Allemagne de Mannheim avec For Pleasure
  - Vainqueur du Grand Prix de Munich avec For Pleasure
- 2003 :
  - Médaille d'or par équipes aux Championnats d'Europe de Donaueschingen en Allemagne avec For Pleasure
  - Médaille de bronze en individuel aux Championnats d'Europe de Donaueschingen avec For Pleasure
  - Vainqueur de la finale de la Coupe du monde à Las Vegas (États-Unis) avec Anka 191.
- 2004 :
  - Vainqueur des Grand Prix de Londres et Gera avec Sandro Boy
  - Vainqueur des "German Masters" de Stuttgart avec Anka
- 2005 :
  - Médaille d'or par équipes aux championnats d'Europe à San Patrignano en Italie
  - 3e de la Finale Coupe du monde à Las Vegas aux États-Unis avec Gitania.
- 2006 :
  - Médaille de bronze par équipes aux Jeux équestres mondiaux d'Aix-la-Chapelle en Allemagne avec Noltes Küchengirl
  - Vainqueur de la Finale Coupe du monde à Kuala Lumpur en Malaisie avec Sandro Boy.
  - Vainqueur des Coupes des Nations de La Baule, Aix-la-Chapelle, Dublin et Barcelone avec l'équipe allemande.
  - Vainqueur des Grand Prix de La Baule et Aix-la-Chapelle avec Noltes Küchengirl
- 2007 :
  - Médaille de bronze par équipes aux championnats d'Europe de Mannheim en Allemagne avec Noltes Küchengirl
  - Vainqueur des Coupes des Nations de La Baule, Aix-la-Chapelle et Barcelone avec l'équipe allemande.
  - Meilleur cavalier du Classement Général des Coupes des Nations
- 2008 :
  - Vainqueur des Grand Prix de Hesse et de Bois-le-Duc avec Sandro Boy
  - Vainqueur des "Equita Masters" d'Equita'Lyon avec Plot Blue
- 2009 :
  - Médaille de bronze par équipes aux Championnats d'Europe de Windsor en Grande-Bretagne
  - Vainqueur de la Finale Top Ten Rolex de Paris avec Plot Blue
  - Meilleur cavalier du CHIO d'Aix-la-Chapelle
  - Vainqueur de la "Gold Cup" de Munich avec Sabrina
- 2010 :
  - Vainqueur de la Finale Coupe du monde à Genève (Suisse) avec Plot Blue
  - Vainqueur du Grand Prix Global Champions Tour de Rio de Janeiro (Brésil) avec Noltes Küchengirl
  - Vainqueur du circuit Global Champions Tour

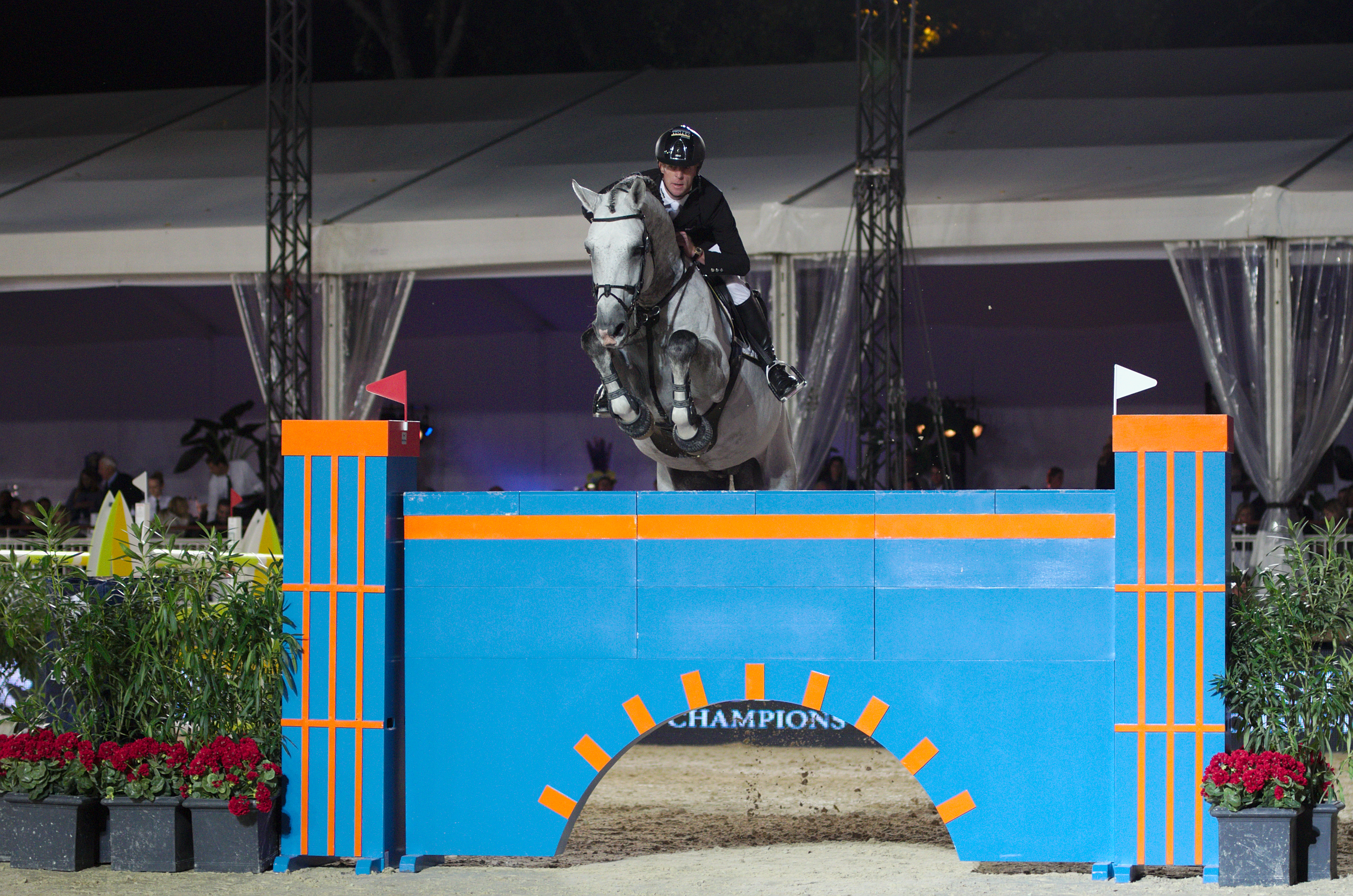
Marcus Ehning et Cornado NRW au GCT de Lausanne en septembre 2013.

  - Vainqueur du Grand Prix Coupe du monde de Jumping international de Bordeaux avec Leconte

- 2011 :
  - Vainqueur du Grand Prix Coupe du monde de Zurich avec Noltes Küchengirl
  - Médaille d'argent aux Championnats d'Allemagne avec Plot Blue
  - Vainqueur avec l'équipe allemande de la Coupe des Nations d'Hickstead, avec Plot Blue
  - 2e du Grand Prix Coupe du monde de Londres avec Sabrina
- 2012 :
  - Vainqueur du Grand Prix Land Rover lors du Jumping international de Bordeaux avec Sabrina
  - Vainqueur du Grand Prix de la ville de Göteborg avec Plot Blue
  - 3e du Prix EADS lors du Global Champions Tour de Cannes avec Sabrina
  - Vainqueur des Coupes des Nations de Rome et Rotterdam avec Copin van de Broy
  - 2e du Grand Prix Coupe du monde de Stuttgart avec Noltes Küchengirl
- 2013 :
  - Vainqueur du Prix VDL Groep avec Sabrina lors du CSIW-5* de Bois-le-Duc
  - Vainqueur du Saut Hermès au Grand Palais avec Plot Blue et associé à Pénélope Leprevost (Nice Stephanie)
  - Vainqueur du Grand Prix du Global Champions Tour de Cannes avec Plot Blue
  - Vainqueur avec l'équipe allemande des Coupes des Nations d'Hickstead et Falsterbo avec Plot Blue
  - 3e du Grand Prix Coupe du monde d'Oslo en Norvège avec Copin van de Broy
  - 3e du Grand Prix Global Champions Tour de Doha avec Plot Blue
  - 4e du Grand Prix Coupe du monde de Stuttgart avec Cornado NRW

2014 :
- 3e du Grand Prix CSI-5* de Bâle (Suisse) avec Cornado NRW
- Vainqueur du Grand Prix Coupe du monde CSI-5* de Bordeaux avec Cornado NRW
- 2e du Grand Prix Coupe du monde CSI-5* de Goteborg avec Plot Blue
- Vainqueur du Grand Prix du Saut Hermès CSI-5* de Paris surCornado NRW
- 4e de la Finale Coupe du monde CSI-5* de Lyon avec Cornado NRW
- 2e du Grand Prix CSI-5* lors du Global Champions Tour de Madrid avec Plot Blue
- Vainqueur d'une épreuve 155cm du CSIO-5* de Rotterdam avec Sabrina 327
- Vainqueur du petit Grand Prix du CSI-5* lors du Global Champions Tour de Paris avec Sabrina 327 & 3e du Grand Prix avec Cornado NRW
- 2e avec l'équipe Allemande de la Coupe des Nations du CSIO-5* d'Hickstead avec Plot Blue
- Vainqueur du Grand Prix CSI-5* lors du Global Champions Tour d'Ebreichsdorf - Magna Racino avec Plot Blue
- 3e du Grand Prix Coupe du monde CSI-5* de Vérone avec Cornado NRW